# Jacques Roumain

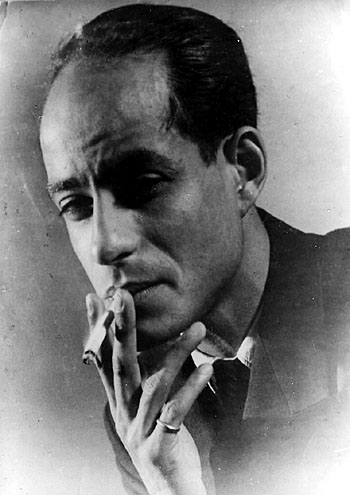
Jacques Roumain

Jacques Roumain (* 4. Juni 1907 in Port-au-Prince; † 18. August 1944 ebenda) war ein haitianischer Schriftsteller, Politiker und Ethnologe. Als sein Hauptwerk gilt der 1944 posthum veröffentlichte Roman Gouverneurs de la rosée (Herr über den Tau). Roumain war „einer der wesentlichen Autoren der Négritude“.

## Leben
Der Sohn eines wohlhabenden Gutsbesitzers setzt seine Schulausbildung (Saint Louis de Gonzague) auf Wunsch des Vaters in Bern und Zürich fort, wo er neben Deutsch auch Schweizerdeutsch erlernt. Es folgen Aufenthalte in Deutschland, Frankreich, Großbritannien und Spanien. Hier studiert er weniger Agronomie, mehr den Stierkampf, der ihn fasziniert. Der sportliche Junge boxt auch gern und läuft die 100 Meter in 11 Sekunden. Aber auch Darwin, Schopenhauer und Heinrich Heine beeindrucken ihn. Er beginnt selber mit lyrischen Versuchen.
1927 (mit 20 Jahren) in seine Geburtsstadt Port-au-Prince zurückgekehrt, ist er Mitgründer der Zeitschrift La Revue Indigène, in der er viel veröffentlicht, und von Le Trouée, später auch Chefredakteur von Le Petit Impartial. Journal de la Masse. Er fertigt auch Übersetzungen aus dem Spanischen und Deutschen an. Er ist zudem politisch aktiv, wird doch Haiti seit 1915 von den USA besetzt. Dies hält an bis 1934, wobei Regimes von US-Gnaden folgen. 1928, wegen angeblicher Verstöße gegen die Pressegesetze, wird Roumain zum ersten Mal inhaftiert. Er ist mit den Autoren Nicolás Guillén und Jacques Stephen Alexis befreundet und publiziert nach wie vor. 1929 Heirat mit Nicole Hibbert, die 1930 Sohn Daniel zur Welt bringt.

### „Landesverrat“
Ab 1930, nach dem Sturz des Präsidenten Louis Borno, übernimmt Roumain verschiedene Regierungsämter. 1931 hat er sein Romandebüt. Er begegnet dem farbigen US-Schriftsteller und Anhänger des Sozialismus Langston Hughes. 1934 stößt Roumain die Gründung der Kommunistischen Partei an und amtiert als deren Generalsekretär. Sie wird bald darauf verboten. Roumain wandert erneut (für drei Jahre) ins Gefängnis, wegen „Landesverrat“. Zu den belastenden Indizien zählt Romains politischer Essay Analyse schématique 32-34. In dieser Haft zieht sich Roumain sehr wahrscheinlich die Krankheiten zu, die ihn wenige Jahre darauf umbringen werden.
1936 vorzeitig entlassen, geht Roumain mit Frau und Kind ins Exil nach Brüssel und Paris, wo er Ethnologie und Paläontologie studiert und weiter schreibt. Als Assistent von Paul Rivet arbeitet er im Musée de l’Homme. 1937 kommt Tochter Carine zur Welt. In diesem Jahr nimmt Roumain am kommunistisch geprägten Pariser Friedenskongreß teil. Da der Zweite Weltkrieg nicht aufzuhalten ist, nimmt Roumain ab 1939 Exil in den USA, unterbrochen von Besuchen in Kuba und Martinique. Er ist oft in Geldnöten; seine Frau Nicole betreibt in New York City eine Boutique. Die Wahl Élie Lescots zum Präsidenten ermöglicht der Familie 1941 immerhin die Rückkehr nach Haiti. Roumain gründet mit Jean Price-Mars das Institut d'Ethnologie. Er begegnet auch dem Anthropologen Alfred Métraux. Ein Jahr darauf schickt ihn die Regierung als Konsul nach Mexiko – wie manche meinen: aufs Abstellgleis. Wegen seines schlechten Gesundheitszustandes kehrt er jedoch schon 1943 wieder nach Haiti zurück. Bei der Arbeit an seinem Hauptwerk, dem Roman Gouverneurs de la rosée, ist er bereits von schwerer Krankheit gezeichnet. Er stirbt im Sommer 1944 – die Todesursache bleibt unklar, unterschiedliche Quellen bieten Malaria, Anämie, Darmgeschwür, Leberzirrhose an.

## Herr über den Tau
Roumains bekanntestes Buch Gouverneurs de la rosée, 1944 posthum erschienen, übte einen starken Einfluss auf die Debatten der intellektuellen Zirkel in Port-au-Prince aus, ebenso auf die zeitgenössische und die spätere haitianische Literatur. Es erlebte zahlreiche Übersetzungen. Die deutsche Erstauflage erschien 1947 im Verlag Volk und Welt in Ostberlin. Die Übersetzung stammte von Eva Klemperer. Es folgten weitere Ausgaben, darunter 1950 ein rororo-Taschenbuch mit einer Startauflage von 50.000 Exemplaren und 1982 eine Ausgabe bei Suhrkamp. Eine Verfilmung durch Tomás Gutiérrez Alea kam 1964 unter dem Titel Cumbite (Beschwörung) in die Kinos.
In ihrem Beitrag Amerika, Karibik für Munzinger Online stellt Frauke Gewecke fest, mit Herr über den Tau habe Roumain den „primär folkloristischen Indigenismus“ überwunden. „Er verband darin das Anliegen der Indigenisten mit einer eindeutigen politisch-ideologischen Aussage, die Tradition und Moderne miteinander versöhnte. Auch bei ihm ist der Ort der zentralen Handlungskonflikte ein Dorf, in dem die Menschen, gebunden an die traditionelle Lebensweise, aufgrund einer (durch permanentes Abholzen auch selbst verschuldeten) Dürreperiode in extremer Armut leben; auch bei ihm sind die den Indigenisten so wichtigen Aspekte des dörflichen Lebens einschließlich des Vodou keineswegs ausgespart. Doch indem der Held des Romans, der lange als Zuckerrohrschneider in Kuba gelebt hat, die dort gemachten Erfahrungen gewerkschaftlicher Organisation mit dem in Haiti traditionellen koumbit, einer Form kollektiver Nachbarschaftshilfe, verknüpft, gelingt es ihm, das Dorf über gemeinschaftliches Handeln – konkret den Bau einer Bewässerungsanlage – aus der Misere herauszuführen. Und indem der Protagonist wohl die dörfliche Lebensweise für sich als identitätsstiftend anerkennt, jedoch die Effizienz des Vodou als Mittel zur Wirklichkeitsbewältigung in Frage stellt, werden schließlich die dem Vodou inhärenten regressiven – hier konkret: Passivität fördernden – Momente als entwicklungshemmend und destruktiv entlarvt.“
Für Kindlers Neues Literaturlexikon ist Roumains Roman „zu einem der großen Werke der Weltliteratur geworden“ aufgrund einer „kunstvollen Verknüpfung von Handlungsführung und Symbolik, die so angeordnet sind, daß sich vielfältige Bedeutungen und Leseweisen in unterschiedlichen Kontexten ergeben.“

## Werke (Auswahl)
- Les Fantoches, Roman, Port-au-Prince 1931
- La Montagne ensorcelée, Roman, Port-au-Prince 1931
- À propos de la campagne antisuperstitieuse, Essays, Port-au-Prince 1942
- Gouverneurs de la rosée, Roman, Port-au-Prince 1944

Roumain veröffentlichte außerdem, unter anderem, zahlreiche Gedichte. Ausführliche Werklisten finden sich bei Lehman.